# 钝羽假瘤蕨
钝羽假瘤蕨（学名：[Phymatopteris conmixta] 错误：{{Lang}}：文本有斜体标记（帮助））为水龙骨科假瘤蕨属下的一个种。

## 扩展阅读
- 維基物種上的相關：钝羽假瘤蕨